# Observatorium Kanzelhöhe

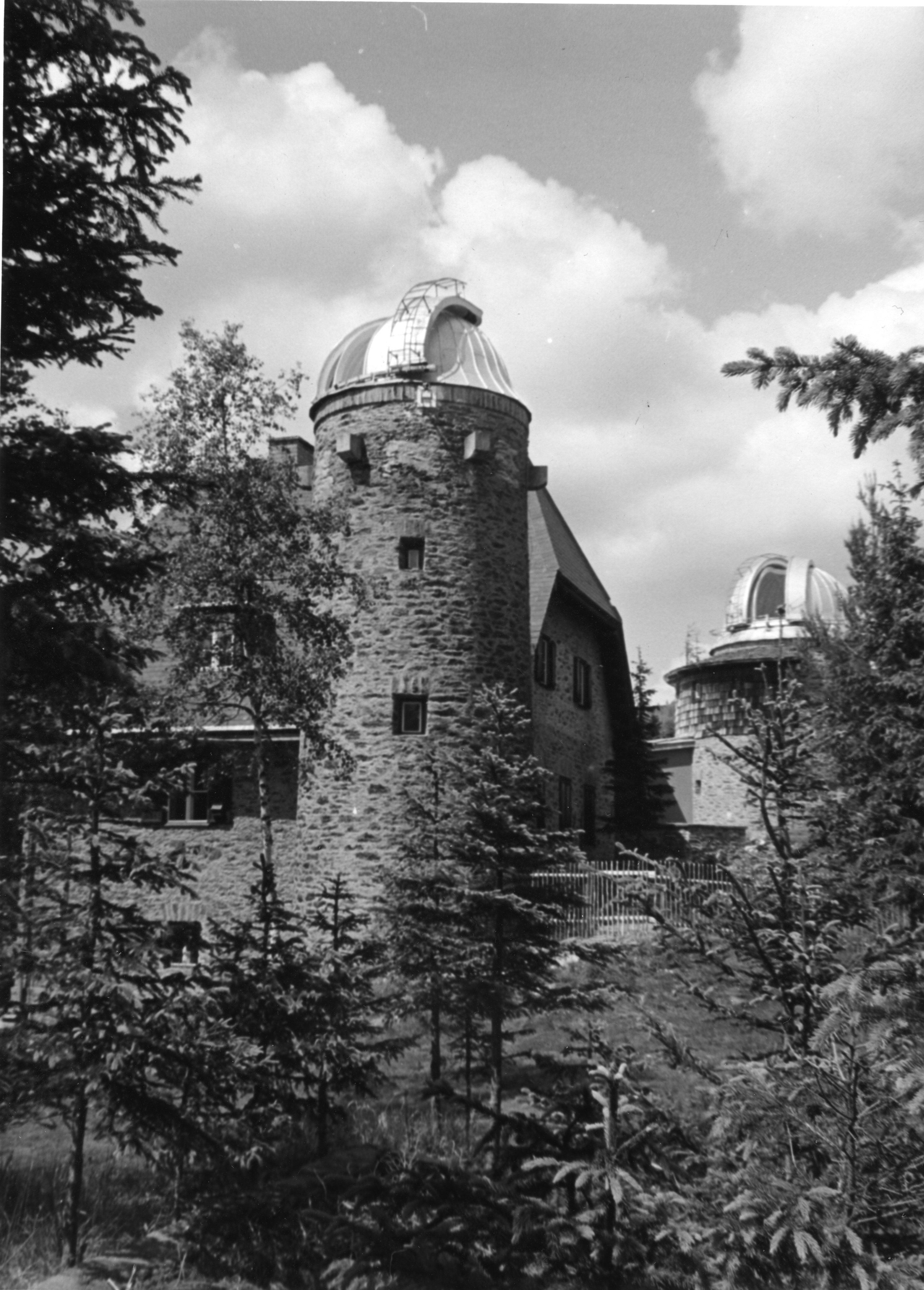
Das Observatorium Kanzelhöhe 1955 von Süden. Im vorderen Turm war der Coelostat untergebracht und hinten im zweiten Turm war ursprünglich der Koronograf, der aber 1948 auf den Gerlitzengipfel verlegt wurde.

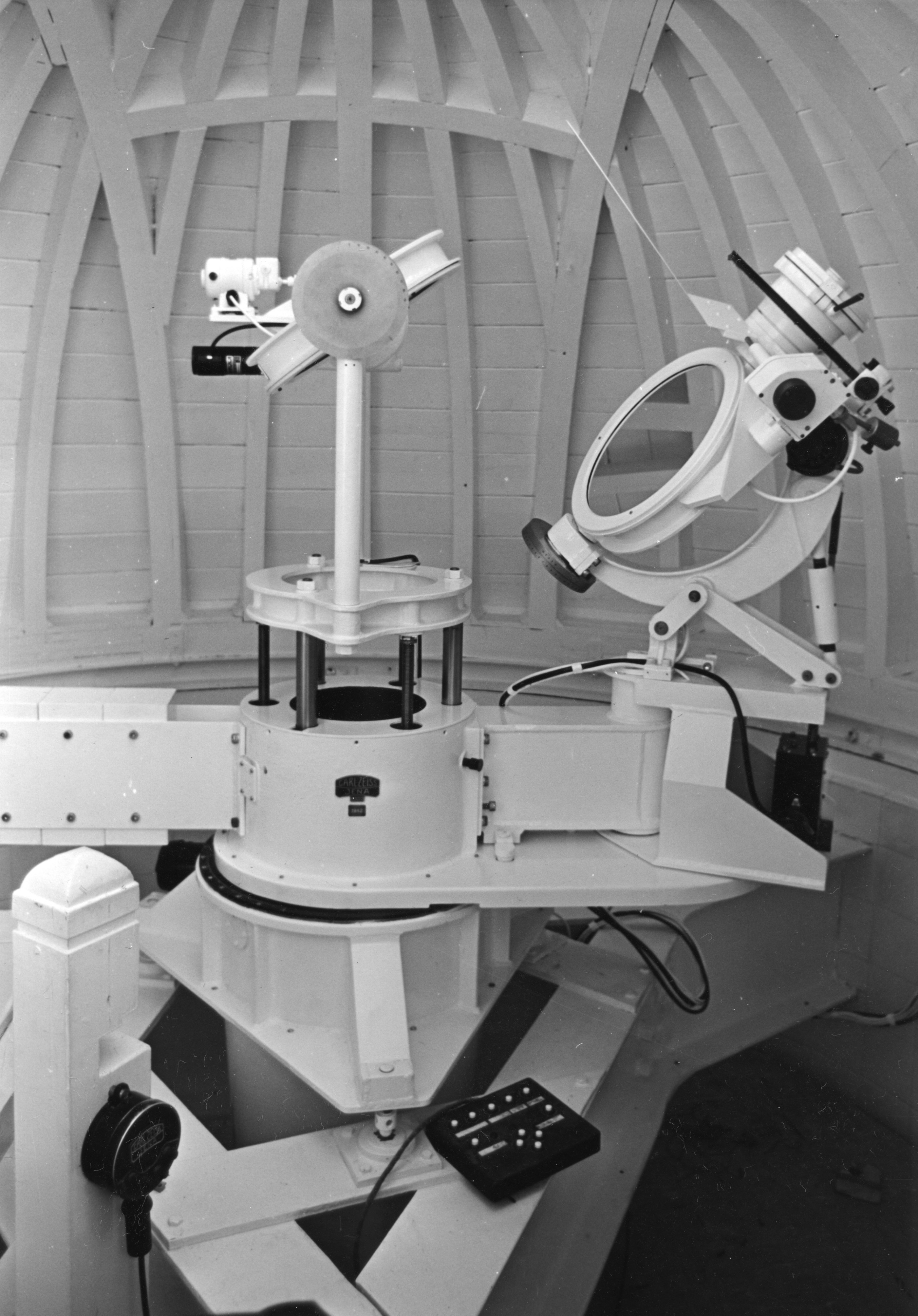
Zeiss-Coelostat 1941 am Observatorium Kanzelhöhe: Damit wurde das Sonnenlicht in das Kellerlabor zum Zeichentisch und zum Spektrohelioskop gespiegelt.

Koronaaufnahme vom Observatorium Kanzelhöhe 12. Oktober 1947, eine der letzten Aufnahmen am Observatorium, bevor der Koronograf auf den Gipfel der Gerlitzen gebracht wurde

Das Observatorium Kanzelhöhe für Sonnen- und Umweltforschung ist eine spezielle Sternwarte zur täglichen Beobachtung der Sonnenaktivität. Es befindet sich im Süden Österreichs oberhalb der Kanzelhöhe, einem 1463 m ü. A. hohen Vorgipfel der Gerlitzen, etwa zehn Kilometer nordöstlich von Villach im Bundesland Kärnten.

## Geschichte
Das Observatorium Kanzelhöhe für Sonnen- und Umweltforschung der Universität Graz (Österreich) wurde während des Zweiten Weltkrieges (Baubeginn 1941, Fertigstellung 1943) als eines von vier Gebirgsobservatorien der deutschen Luftwaffe gegründet. Vordergründige Aufgabe war die Beobachtung und Erforschung von Sonneneruptionen und ihren Auswirkungen auf den Funkverkehr, um in weiterer Folge eine Funkberatung bereitstellen zu können.
Im frühen 20. Jahrhundert erlebte die Funktechnik einen Entwicklungsschub, besonders wichtig wurde sie mit Beginn des Zweiten Weltkrieges als Bestandteil von Kommunikations- und Navigationstechnologien vor allem im militärischen Bereich. Einen besonderen Stellenwert hatte jedoch der Kurzwellenfunk im Frequenzbereich von 3 bis 30 MHz. Diese Kurzwellen werden von der Erdionosphäre wie von einem Spiegel reflektiert, wodurch es möglich wurde, Signale über große Distanzen zu senden und weltweit zu kommunizieren.
Anfang der 1930er Jahre erkannten Hans Mögel in Deutschland und John H. Dellinger in den USA den Zusammenhang zwischen plötzlichen Ausfällen des Kurzwellenempfangs und Strahlungsausbrüchen (Flares) auf der Sonne (Mögel-Dellinger-Effekt). Im Zweiten Weltkrieg begann man daher militärische Ressourcen für die Sonnenforschung zu nutzen, um durch Vorhersagen sonnenbedingter Störungen im Kurzwellenfunk militärische Vorteile zu ziehen.

### 1943 bis Kriegsende
Im Auftrag der deutschen Luftwaffe gründete Karl-Otto Kiepenheuer bis 1943 vier Gebirgsobservatorien: Wendelstein in Oberbayern, Kanzelhöhe in Kärnten, Schauinsland im Hochschwarzwald und Zugspitze in Oberbayern. Als Zentrale galt das Fraunhofer-Institut in Freiburg/Breisgau. Die Kanzelhöhe zeichnete sich durch ihre Lage südlich des Alpenhauptkamms, wo andere Wetterbedingungen herrschen als an den übrigen Standorten, sowie durch eine hohe Zahl an Sonnenstunden aus; außerdem war der Standort durch eine Seilbahn erschlossen. Inzwischen ist das Observatorium auch über eine gut ausgebaute Mautstraße von Treffen mit dem Auto erreichbar.
Nach der Fertigstellung 1943 wurde das Observatorium Kanzelhöhe mit einem Festkolloquium eröffnet. Die Ausstattung war für damalige Zeiten sehr fortschrittlich und am neuesten Stand:
- Turmteleskop mit Coelostat der Firma Zeiss (30-cm-Spiegel)
- Spektrohelioskop nach Siedentopf
- Koronograf von Zeiss (Öffnung 11 cm, Brennweite 1,65 m) mit zwei zusätzlichen Refraktoren zur Erstellung fotografischer Aufnahmen und zur visuellen Beobachtung der Sonne.

Während des Krieges wurden an das Fraunhofer-Institut folgende Daten gesandt:
- Sonnenfleckenrelativzahl
- Sonnenfleckentypen
- Stärke der photosphärischen Fackeln
- Fläche von Protuberanzen über dem Sonnenrand

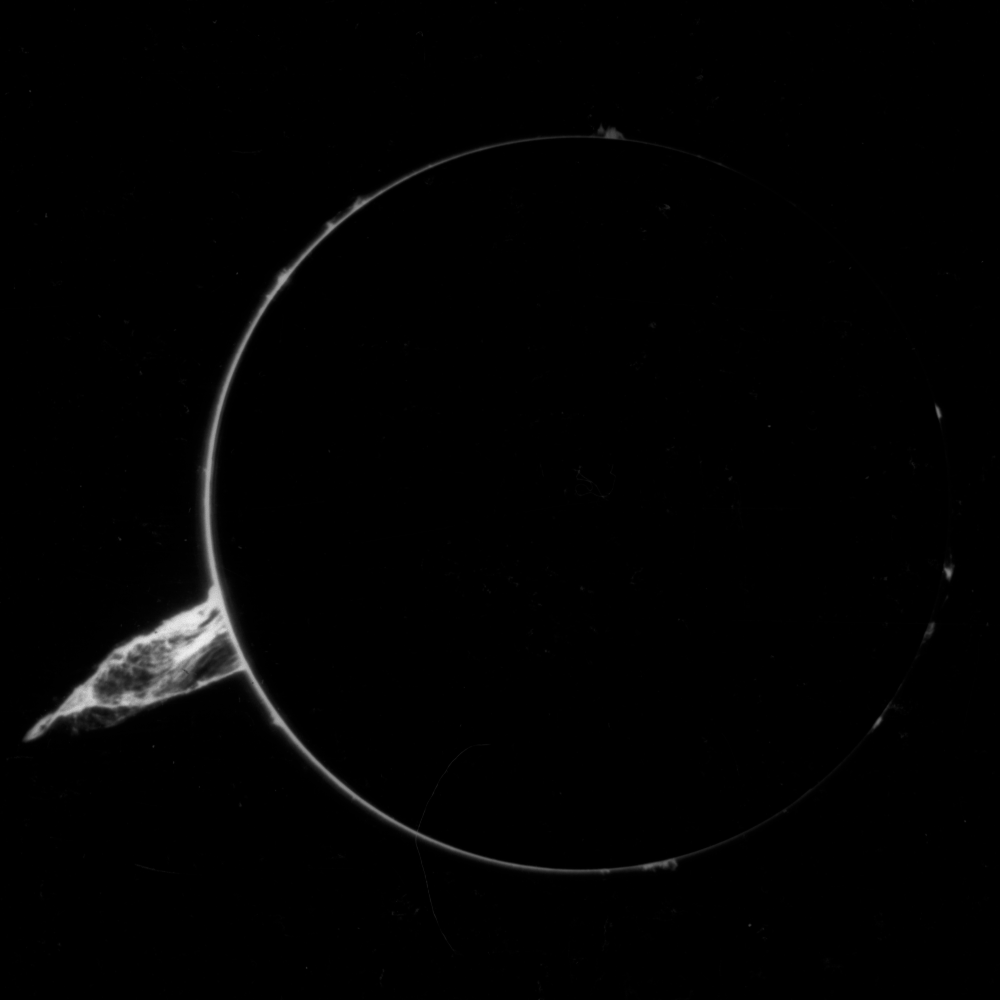
Protuberanzenaufnahme vom Observatorium Kanzelhöhe vom 11. April 1959, 9:18 UT (Kleinbild) – einer der größten Protuberanzenausbrüche, die am Observatorium beobachtet wurden

Um die Koronabeobachtungen zu verbessern, plante man schon während des Krieges einen neuen Beobachtungsturm auf dem Gipfel der Gerlitzen, der aber nicht mehr fertiggestellt werden konnte. Ebenso wurde ein neuer Koronograf bei Zeiss in Auftrag gegeben, es sollte damals der größte und modernste Koronograf weltweit sein (20 cm Öffnung und 3 m Brennweite). Dieser wurde jedoch noch bei Kriegsende beschlagnahmt und als Reparation in die damalige UdSSR gebracht.

### Nach dem Krieg
Nach dem Krieg wurde das Observatorium der Universität Graz als Außenstelle der Universitätssternwarte Graz zugeteilt, wahrscheinlich weil diese wie auch das Observatorium in der britischen Besatzungszone lag. Die britischen Besatzer waren sehr an der Weiterführung des Observatoriums interessiert und bauten daher auf dem Gipfel der Gerlitzen 1947 einen Beobachtungsturm, um den Koronografen dorthin zu bringen, da dort die Beobachtungsbedingungen besser waren. Der noch nicht fertige Turm der Luftwaffe wurde von der Royal Air Force als Funkstation verwendet. 1948 wurde auch dieses Gebäude an die Republik Österreich übergeben, ab 1951 befand sich darin ein Übernachtungsraum für die Beobachter. Die Grundstücke, auf denen das Observatorium und seine Nebengebäude stehen, wurden von der Luftwaffe und auch später von den britischen Besatzern benutzt, ohne die Besitzverhältnisse ordnungsgemäß zu klären. Eine Entschädigung durch einen nachträglichen Ankauf der Grundstücke erfolgte erst in den 1950er Jahren.
Ende der 1950er Jahre wurde zum Anlass des Internationalen Geophysikalischen Jahres ein Lyot-H-alpha-Filter von Zeiss angekauft, welches immer noch in Verwendung ist. Da am Gipfel durch Aufstellen von Funkmasten und durch Weidewirtschaft die Anzahl der Insekten stetig anstieg, war eine wissenschaftlich wertvolle Koronabeobachtung durch das vermehrte Streulicht nicht mehr möglich, daher wurde die Koronabeobachtung 1963 endgültig eingestellt. Das Spektrohelioskop, auf dem fotografische Aufnahmen nur mit sehr schlechter Qualität gemacht werden konnten, wurde Anfang der 1970er Jahre abgebaut. Aus den Teilen des Spektrohelioskops wurde ein Spektrograph gebaut, der über einen Heliostaten mit Sonnenlicht beleuchtet werden kann. Seit 1973 werden alle Teleskope am Überwachungsinstrument im Nordturm betrieben.
1966/67 wurde das Observatorium durch einen Zubau mit Werkstätten erweitert und 1990 wurde es noch einmal um eine Bibliothek und eine Grobwerkstätte erweitert. Für die Mitarbeiter wurde 1954 die Sonnenvilla, ein Haus nahe der alten Bergstation der Kanzelbahn, angekauft.

## Das Observatorium heute
Das Observatorium ist organisatorisch dem Dekanat der naturwissenschaftlichen Fakultät der Universität Graz zugeordnet; wissenschaftlich und administrativ ist es ein Teil des Instituts für Physik.
Die Erforschung der Sonnenaktivität ist immer noch eines der Hauptaufgabengebiete des Observatoriums, besonders deren Auswirkung auf das Weltraumwetter. Erweitert wurde der Aufgabenbereich durch Umweltphysik und solare Strahlungsmessungen. Eine TAWES-Station der ZAMG wird ebenfalls mitbetreut.

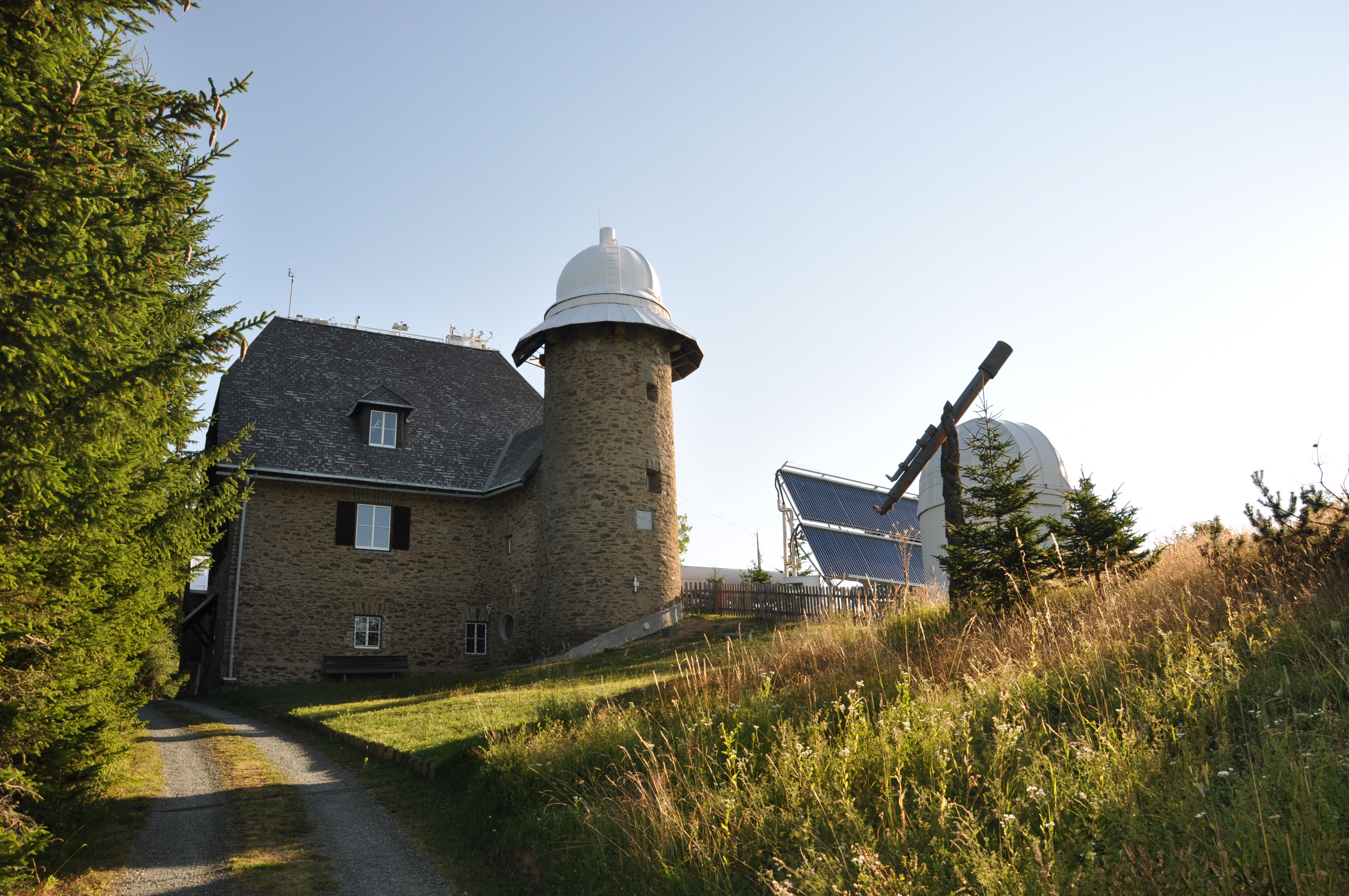
Das Observatorium Kanzelhöhe 2013 mit neu errichteter Solarthermie-Anlage

## Sonnenbeobachtung am Observatorium
Seit 1973 dient das Überwachungsinstrument (ÜWI) als Hauptinstrument zur Sonnenbeobachtung. Das ÜWI besteht aus einer parallaktischen Montierung, auf der mehrere Refraktoren mitgeführt werden:
- H-alpha-Teleskop (10 cm Öffnung, 200 cm Brennweite): Durch ein Lyot Filter (FWHM 0,04 nm bei 656,3 nm, installiert 2024) wird die Chromosphäre der Sonne mit einer Auflösung von 2048 × 2048 Pixel und einer Kadenz von 10 Bildern pro Minute mit einer Farbtiefe von 12 Bit (4096 Graustufen) aufgenommen. Diese Bilder werden sofort auf Qualität getestet und bei guter Qualität weiterverarbeitet und auch als Live-Bilder online[3] gestellt. Die Belichtungszeit der Aufnahmen wird automatisch angepasst und ist so eingestellt, dass helle Sonneneruptionen nicht überbelichtet werden. Im Rahmen des SSA-Programms der ESA werden Flares und Filamente mithilfe von Bilderkennungsalgorithmen in Echtzeit berechnet.[4]
- Weißlicht-Teleskop (13 cm Öffnung, 146 cm Brennweite): Mit einem breit-bandigen Interferenzfilter bei 546 nm (FWHM 10 nm) wird die Photosphäre der Sonne mit einer Auflösung von 2048 × 2048 Pixeln und einer Kadenz von 3 Bildern pro Minute mit einer Farbtiefe von 12 Bit (4096 Graustufen) aufgenommen. Die aufgenommenen Bilder werden live online[3] gestellt.
- Kalzium-K Teleskop (11 cm Öffnung, 165 cm Brennweite): Durch ein Lunt-Kalzium-Filter (FWHM 0,25 nm bei 393,7 nm) wird die Chromosphäre der Sonne mit einer Auflösung von 2048 × 2048 Pixel und einer Kadenz von 10 Bildern pro Minute mit einer Farbtiefe von 12 Bit (4096 Graustufen) aufgenommen. Diese Bilder werden ebenso wie die anderen live online[3] gestellt.
- Zeicheneinheit (11 cm Öffnung, 165 cm Brennweite): Das Sonnenbild wird auf 25 cm vergrößert projiziert, um die Sonnenflecken zu zeichnen; diese Fleckenzeichnungen werden seit 1944 erstellt und dienen der Bestimmung der Sonnenfleckenrelativzahl, einer Maßzahl für die Sonnenaktivität. Die Fleckenzahlen werden täglich an das Solar Influences Data Analysis Center (SIDC) des Royal Observatory of Belgium weitergeleitet, wo dann die Internationale Sunspot Number (ISN) generiert wird.
- Ein Strahlteiler leitet das Licht vom H-alpha-Teleskop auf ein Okular, sodass das H-alpha Bild live betrachtet werden kann. Durch einen Umlenkspiegel ist es möglich das Licht auf eine weitere Kamera für H-alpha Aufnahmen mit 2048 × 2048 Pixel Auflösung und einer Kadenz von bis zu 4 Bildern pro Sekunde zu senden.
- Die Teleskop-Nachführung, die nur durch ein einfaches Mikroprozessorprogramm gesteuert wird, wird zusätzlich über die Bilder vom H-alpha-Teleskop korrigiert. Dadurch werden Einflüsse wie die Refraktion der Erdatmosphäre und die Abweichungen durch die Neigung der Ekliptik bzw. durch die Exzentrizität der Erdbahn korrigiert.Das Überwachungsinstrument am Observatorium Kanzelhöhe

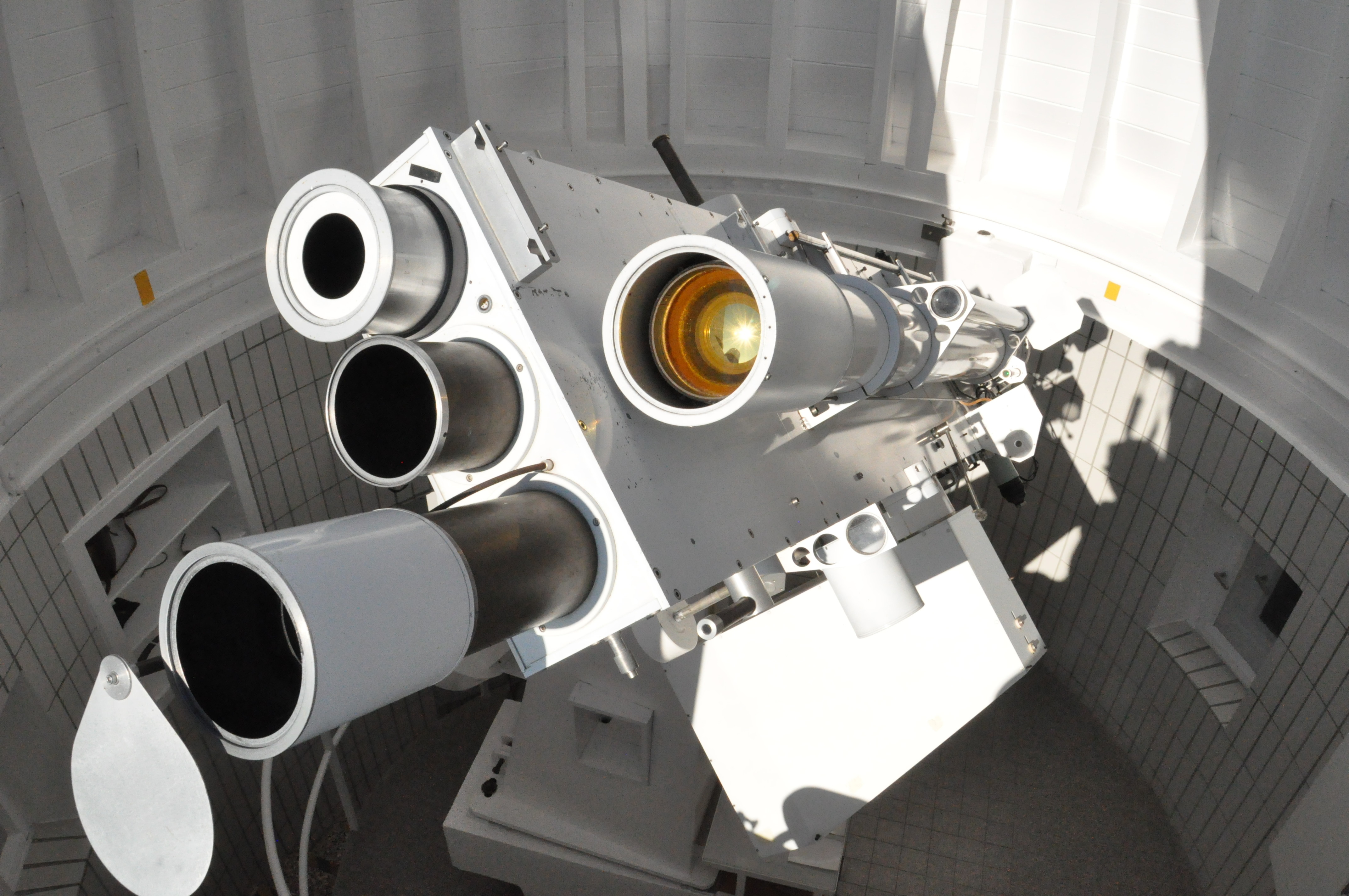
Das Überwachungsinstrument am Observatorium Kanzelhöhe

Das Observatorium Kanzelhöhe ist die österreichische Vertretung im internationalen ISES, Weltraumwetter-Netzwerk und die europäische Kernstation zur Sonnenbeobachtung im Rahmen des Weltraumwetter-Programms SSA der Europäischen Weltraumbehörde ESA. Seit 2000 ist das Observatorium Mitglied und Datenlieferant für das Global High Resolution H-alpha Network.